# Pat Holton
Pat Holton (Hamilton, 23 de diciembre de 1935 - Hamilton, 19 de diciembre de 2014) fue un futbolista británico que jugaba en la demarcación de lateral izquierdo.

## Biografía
Debutó como futbolista en 1954 con el Hamilton Academical FC tras formarse con el Douglas Water Thistle. Empezó jugando como central, hasta que finalmente el entrenador Jackie Cox le moviera a la banda. En 1956 dejó el club para fichar por 1200 libras por el Motherwell FC, donde estuvo jugando hasta 1959. Dejó Fir Park para ser traspasado al Chelsea FC por 6000 libras. Tan solo jugó un partido con el club londinense, siendo este contra el Leeds United en un partido de liga el 28 de marzo de 1959. Posteriormente, jugó para el Southend United FC y el St. Johnstone FC, hasta que en 1962 volvió al Hamilton Academical FC. Jugó en el club de su debut otras siete temporadas, formando parte del equipo que ascendió a la máxima categoría del fútbol escocés en 1965. Finalmente, en 1969, se retiró.
Falleció el 19 de diciembre de 2014 a los 78 años de edad.

## Clubes
| Club                   | País       | Año         | Partidos | Goles |
| ---------------------- | ---------- | ----------- | -------- | ----- |
| Hamilton Academical FC | Escocia    | 1954 - 1956 | 20       | 0     |
| Motherwell FC          | Escocia    | 1956 - 1959 | 69       | 0     |
| Chelsea FC             | Inglaterra | 1959 - 1960 | 1        | 0     |
| Southend United FC     | Inglaterra | 1960 - 1961 | 11       | 0     |
| St. Johnstone FC       | Escocia    | 1961 - 1962 | 2        | 0     |
| Hamilton Academical FC | Escocia    | 1962 - 1969 | 149      | 1     |